# Izgnanie
Izgnanie è un film del 2007 diretto da Andrej Zvjagincev.

## Distribuzione
Presentato in concorso al 60º Festival di Cannes, è valso al protagonista Konstantin Lavronenko il premio per la miglior interpretazione maschile.